# What's On
What's On é um programa de televisão, criado pelo documentarista André Auler, exibido para compor a programação nos intervalos do Universal Channel, geralmente ao fim dos programas, quando sobram alguns minutos até o início da próxima atração. Ele também pode ser exibido para preencher alguns minutos na programação.
Nele são exibidas diversas matérias, todas relacionadas às séries e/ou ao cinema. Dentre os quadros estão Erros de Continuidade, Atores na Direção e Xpress. Sua duração varia de dois a seis minutos.

## Créditos

### Equipe Conteúdo Filmes
Edição e Sonorização
- Sarah Lopes

Locução
- Lia Easter

Produção
- Rayane Guedes

Redação
- Diego Albuquerque

Videografismo
- Isabel Freitas e Guilherme Bechuate

### Equipe Universal Channel
Assistente de Programação
- Gabriela Iencarelli

Coordenação de Mídia
- Mariana Nunes

Coordenação de Canal
- Tais Martins

Supervisão Geral
- Paulo Barata